# Lixophaga remora
Lixophaga remora là một loài ruồi trong họ Tachinidae.